# Boleslas V le Pudique
Pour les articles homonymes, voir Boleslas.
Boleslas V le Pudique (en polonais Bolesław V Wstydliwy) (né le 21 juin 1226 et mort le 7 décembre 1279), de la dynastie Piast. Il est le fils de Lech Ier le Blanc et de Grzymisława de Luck. 
Il devient duc de Sandomierz en 1227 et duc de Cracovie en 1243. 
Après l’assassinat de son père, sa mère et lui sont emprisonnés par Conrad Ier de Mazovie. Grâce à l’aide d’un magnat, tous deux parviennent à s’enfuir. 
En 1239, alors qu’il n’a que 13 ans, il est fiancé à Wojnicz avec Kinga de Pologne, la fille du roi Béla IV de Hongrie, âgée de 5 ans. Le mariage aura lieu en 1247. D’après les chroniques médiévales, ce mariage n’a jamais été consommé. Cunégonde était très pieuse et ne voulait pas accéder aux relations conjugales, ce que Boleslas n'a pas opposé. C’est pour cela que Boleslas est parfois appelé le Chaste. 
En 1241, pendant l’invasion des Mongols, Cracovie est détruite. Boleslas se réfugie avec toute sa famille en Hongrie. En 1243, Conrad Ier de Mazovie est chassé de Cracovie par la noblesse de Petite-Pologne et Boleslas monte sur le trône. En 1246, il réussit à repousser une nouvelle attaque de Conrad Ier. En 1257, Boleslas accorde les droits de Magdebourg à Cracovie, reconstruite selon un plan en damier par des colons allemands.
Boleslas collabore avec l’évêque de Cracovie pour mener à bien la canonisation de Saint Stanislas en 1253. Il a de bonnes relations avec l’Église, accordant à celle-ci de nombreux privilèges économiques et juridiques.
En 1259, son duché est une nouvelle fois ravagé par les Mongols. En 1264, il écrase les Sudoviens et leurs alliés russes, sécurisant les frontières de son duché. 
Au niveau de la politique étrangère, il a été un allié fidèle des Hongrois dans leur guerre contre la Bohême pour la possession de la Moravie.
En 1273, il écrase une révolte de la noblesse qui voulait placer Ladislas d’Opole sur le trône. 
À sa mort, Boleslas est inhumé dans l’église des Franciscains de Cracovie. Son épouse, Kinga de Pologne (parfois appelée Cunégonde) se retire au couvent de Sandbeck. Elle sera canonisée en 1999.
Bolesław n'ayant pas d'enfants, Lech II le Noir, fils aîné de son cousin le duc Casimir Ier de Cujavie hérite de son trône.